# 陳濤斜之戰
陈涛斜之战是唐安史之乱中，唐军为收复首都长安对燕军发起的一次战役。由宰相房琯率领的唐军试图用古战法以车战迎战，被安守忠的燕军大败，死伤惨重。此次战役的失败是对刚刚即位，志图平定叛乱的唐肃宗的极大打击，在之后的战役中即以郭子仪为实际统率，并不得不依赖回纥骑兵为收复两京的主力。